# Drymaria grandiflora
Drymaria grandiflora är en nejlikväxtart som beskrevs av Friedrich Gottlieb Bartling. Drymaria grandiflora ingår i släktet Drymaria och familjen nejlikväxter. Inga underarter finns listade i Catalogue of Life.